# عاشیق عزیز مرادخانی
عاشیق عزیز مراد خانی ۱۳۰۱- در ارومیه و دهستان دول و روستا ثمرتو متولد شد. عاشیق عزیز مراد خانی در سال ۱۳۵۱ از دنیا رفت.

## زندگی
استاد او عاشیق فرهاد و از شاگردان او عاشیق عباسعلی یدی بوده‌است. او در مراسم‌های عروسی آواز می‌خوانده است و بعدها در رادیو ارومیه برنامه‌های مختلفی اجرا کرده است، او در تاریخ ۱۳۵۱/۱۰/۷ از دنیا رفته و در زادگاهش به خاک سپرده‌شده است.